# Martin Andersson
Martin Andersson est un footballeur suédois né le 16 janvier 1981 à Arentorp (Commune de Vara). 
Il évolue au poste de défenseur droit. 
Avant de rejoindre Elfsborg à l'âge de 16 ans, Andersson a fait ses classes dans les catégories jeunes au club de son village, Arentorps SK. Il est l'un des plus vieux joueurs d'Elfsborg où il joue depuis 1997. Entre 2000 et 2004, il a évolué à 10 reprises sous le maillot de l'équipe de Suède espoirs.

## Biographie
Andersson a commencé à jouer au football à Arentorps SK, le club de son village. En 1997, il signe à IF Elfsborg, où il a d'abord essentiellement joué dans les sections jeunes du club. En parallèle, il est régulièrement convoqué dans les équipes nationales suédoises de jeunes. En 2000, Torbjörn Nilsson, alors sélectionneur des Espoirs, le convoque finalement. Andersson peine toutefois à obtenir une place de titulaire sur le côté droit de la défense, notamment à cause de la très forte concurrence qu'il rencontre sur son côté et des nombreuses blessures qui l'affectent. Il ne jouera que 3 matchs en 2000, 2001 et 2004, 1 seul en 2002 et ne sera pas appelé de toute la saison 2003.
Heureusement pour lui, les choses se passent mieux en club. Il fait ses débuts sous le maillot d'Elfsborg le 8 avril 2001 sur le terrain de l'IFK Norrköping avec à la clef une large victoire 3 à 0. Cette même saison, il marque le premier but de sa carrière en Allsvenskan face à Helsingborgs IF lors de la 22e journée, permettant ainsi à son équipe d'arracher le point du match nul (1-1). Sur le banc des remplaçant lors de la finale de Coupe de Suède 2001, il remplace Johan Sjöberg lors des prolongation et est le deuxième tireur de l'IF Elfsborg lors de la séance des tirs au but. Mais tout comme Stefan Andersson qui le précédait, il échoue devant Daniel Andersson. Cette péripétie n'empêchera toutefois pas Elfsborg et Martin Andersson de remporter leur premier trophée de la décennie. 
Peu à peu, Andersson prend sa place dans l'équipe, même s'il doit faire face à de nombreuses blessures qui l'éloignent régulièrement des terrains. Lors de la finale de la Coupe de Suède 2003, il est cette fois titulaire dans la défense des Jaune et Noir et participe à la victoire des siens dans cette compétition pour la deuxième fois en trois saisons. 
En 2004, il est retenu dans le groupe qui doit disputer le championnat d'Europe Espoir 2004 en Allemagne, mais ce dernier doit décliner l'invitation en raison d'une nouvelle blessure (aux ligaments). En 2006, l'année du titre, il ne participe qu'à 19 matchs (dont seulement 10 comme titulaire). 
En octobre 2007, son entraîneur, Magnus Haglund, décide de lui confier le brassard de capitaine quand il est apte à jouer, en remplacement d'Anders Svensson qui ne souhaitait plus assumer ce rôle. Le 1er avril 2008, Andersson prolonge son contrat jusqu'en 2012 avec Elfsborg. Les saisons 2008 et 2009 restent les plus parlantes en termes de temps de jeu pour Andersson. Sur ces deux saisons, il dispute en effet respectivement 24 (21 titularisations) et 22 matchs (19 titularisations), soit son meilleur total depuis son arrivée au club. 
Il est le seul joueur du club à avoir remporté tous les titres du club obtenus dans les années 2000.

## Palmarès
- Champion de Suède: 2006 et 2012 (Elfsborg)
- Coupe de Suède: 2001 et 2003 (Elfsborg)